# Rivnenska oblast
Rivnenska oblast (ukrajinsko Рі́вненська о́бласть, latinizirano: Rívnensʹka óblastʹ ), imenovana tudi Rivnenščina (ukrajinsko Рі́вненщина, latinizirano: Rívnenščyna), je oblast v zahodni Ukrajini. Njeno upravno središče je mesto Rivne. Površina oblasti je 21.100 km2 in njeno prebivalstvo šteje 1.141.784 ljudi (ocena 2022).
Pred aneksacijo k Sovjetski zvezi med drugo svetovno vojno je bila po poljsko-sovjetski vojni Rivnnenska oblast del Volinskega vojvodstva v drugi poljski republiki. 
V Rivnenski oblasti se nahaja jedrska elektrarna Rivne (v bližini mesta Varaš).

## Geografija
Regija se nahaja skoraj v sredini zgodovinske regije Volinije. To se z belim križem na rdečem ozadju (simbol Volinije) odraža na grbu Rivnenske oblasti. Volinija je bila po sovjetski okupaciji Poljske septembra 1939 razdeljena med tri regije, Volinska, Rivnenska in Ternopilska oblast. Nekaterimi deli na vzhodu so bili dodani še Žitomirski oblasti.
Relief oblasti je raznolik. Severni del leži v Poleški nižini, južni pa v Volinjskem gričevju. Glavna vodna žila regije je reka Gorin. Na severozahodu pa teče tudi reka Pripet. Velik del oblasti je pokrit z gozdovi. V njej se nahaja tudi več nahajališč mineralov kot sta jantar in bazalt. Med 2016 in 2017 na tem območju poročali o nezakonitem pridobivanju ti. rovenškega jantarja.

## Upravna delitev
19. julija 2020 je bilo število rajonov zmanjšalo na štiri. To so:
1. Dubenski rajon (Дубенський район), središče je v mestu Dubno ;
2. Rivnenski rajon (Рівненський район), središče je v mestu Rivne;
3. Sarnenski rajon (Сарненський район), središče je v mestu Sarni ;
4. Varaski rajon (Вараський район), središče je v mestu Varaš.

Do 19. julija 2020 je bila  Rivnenska oblast razdeljena na 16 rajonov in 4 mesta, ki so bila neposredno podrejena oblasti (Dubno, Varaš, Ostrog in Rivne).

## Demografija
Rivnenska oblast ima eno najvišjih stopnenj rodnosti v vsej Ukrajini. Možen vzrok je velik delež podeželskega prebivalstva (približno dve tretjini prebivalstva) in visok delež etničnih Ukrajincev (skoraj 95 %). Stopnja rodnosti ni enakomerna po celotni oblasti.

### Demografska statistika po rajonih (2008)
Ker so podatki iz leta 2008, pred zmanjšanjem števila rajonov, je uporabljena stara delitev.
| Rajon            | Število rojstev | Število smrti | Naravni prirastek | Število rojstev/1000 ljudi | Število smrti/1000 ljudi | Delež naravnega prirastka |
| ---------------- | --------------- | ------------- | ----------------- | -------------------------- | ------------------------ | ------------------------- |
| Rivnenska oblast | 17.089          | 16.245        | 844               | 14,8                       | 14,1                     | 0,07%                     |
| Rivne            | 2.906           | 2.208         | 698               | 11,7                       | 8,9                      | 0,28%                     |
| Dubno            | 465             | 558           | -93               | 12,2                       | 14,7                     | -0,25%                    |
| Varaš            | 654             | 243           | 411               | 16,2                       | 6,0                      | 1,02%                     |
| Ostrog           | 149             | 184           | -35               | 9,7                        | 11,9                     | -0,22%                    |
| Bereznivski      | 1.288           | 896           | 392               | 20,6                       | 14,3                     | 0,63%                     |
| Volodimirecki    | 1.233           | 844           | 389               | 20,3                       | 13,9                     | 0,64%                     |
| Hoščanski        | 428             | 765           | -337              | 11,8                       | 21,1                     | -0,93%                    |
| Demidivski       | 176             | 294           | -118              | 11,5                       | 19,2                     | -0,77%                    |
| Dubenski         | 588             | 856           | -268              | 12,7                       | 18,5                     | -0,58%                    |
| Dubrovicki       | 704             | 807           | -103              | 14,4                       | 16,5                     | -0,21%                    |
| Zaričenski       | 587             | 572           | 15                | 16,7                       | 16,3                     | 0,04%                     |
| Zdolbuniski      | 742             | 1.052         | -310              | 13,0                       | 18,4                     | -0,54%                    |
| Korecki          | 481             | 690           | -209              | 13,5                       | 19,4                     | -0,59%                    |
| Kostopilski      | 957             | 954           | 3                 | 15,0                       | 14,9                     | 0,01%                     |
| Mlinivski        | 515             | 750           | -235              | 13,1                       | 19,1                     | -0,60%                    |
| Ostrozki         | 355             | 517           | -162              | 12,1                       | 17,6                     | -0,55%                    |
| Radivilivski     | 486             | 702           | -216              | 12,7                       | 18,3                     | -0,56%                    |
| Rivnenski        | 1.253           | 1.343         | -90               | 14,2                       | 15,2                     | -0,10%                    |
| Rokitnivski      | 1.267           | 698           | 569               | 24,0                       | 13,2                     | 1,08%                     |
| Sarnenski        | 1.855           | 1.312         | 543               | 18,7                       | 13,2                     | 0,55%                     |

### Starostna struktura
0-14 let: 19,7 % (moški 116.507/ženske 110.834)
15-64 let: 68,2 % (moški 385.381/ženske 402.566)
65 let in več: 12,1 %< (45.796 moških/94.724 žensk) (uradni podatki 2013)

### Mediana starosti
skupaj: 35,2 leta
moški: 32,8 let
ženska: 37,5 let (uradni podatki 2013)

## Galerija
- Trdnjava Tarakaniv
- Cerkev sv. Janeza Krstnika v Dubrovici
- Ostroška akademija
- Grad Dubno
- Kapela Novomalinskega gradu
- Fosfatne gore
- Bazaltni stebri
- Nobelov nacionalni park